# Indische Cricket-Nationalmannschaft in Simbabwe in der Saison 2005
Die Tour der indischen Cricket-Nationalmannschaft nach Simbabwe in der Saison 2005 fand vom 13. bis zum 22. September 2005 statt. Die internationale Cricket-Tour war Bestandteil der Internationalen Cricket-Saison 2005 und umfasste zwei Tests. Indien gewann die Serie 2–0.

## Vorgeschichte
Beide Mannschaften spielten zuvor ein Drei-Nationen-Turnier im Simbabwe.
Das letzte Aufeinandertreffen der beiden Mannschaften bei einer Tour fand in der Saison 2001/02 in Indien statt.

## Stadien
Die folgenden Stadien wurden für die Tour als Austragungsort vorgesehen und am 7. Mai 2005 bekanntgegeben.
| Stadion            | Stadt    | Kapazität | Spiele  |
| ------------------ | -------- | --------- | ------- |
| Queens Sports Club | Bulawayo | 9.000     | 1. Test |
| Harare Sports Club | Harare   | 10.000    | 2. Test |

## Kaderlisten
Simbabwe benannte seinen Kader am 11. September 2005.
| Test | Test |
| Simbabwe | Indien |
| --- | --- |
| - Tatenda Taibu (K & wk) - Andy Blignaut - Charles Coventry - Keith Dabengwa - Terry Duffin - Dion Ebrahim - Gavin Ewing - Blessing Mahwire - Hamilton Masakadza - Waddington Mwayenga - Heath Streak - Brendan Taylor | - Sourav Ganguly (K) - Rahul Dravid - Gautan Gambhir - Harbhajan Singh - Dinesh Karthik (wk) - Zaheer Khan - Anil Kumble - VVS Laxman - Irfan Pathan - Virender Sehwag - Yuvraj Singh |

## Tour Matches
| 8. – 10. September Scorecard | Mutare | Zimbabwe Board XI 294-9d (99.2) & 96-1 (18) | – | Indians 572-9d (133.5) |
|                              |        | Remis                                       |   |                        |

## Tests

### Erster Test in Bulawayo
| 13. – 16. September Scorecard | Bulawayo | Simbabwe 279 (98.5) & 185 (47.5)             | – | Indien 554 (151.3) |
|                               |          | Indien gewinnt mit einem Innings und 90 Runs |   |                    |

### Zweiter Test in Harare
| 20. – 22. September Scorecard | Harare | Simbabwe 161 (44.2) & 223 (55) | – | Indien 366 (107.3) & 19-0 (2.2) |
|                               |        | Indien gewinnt mit 10 Wickets  |   |                                 |

## Statistiken
Die folgenden Cricketstatistiken wurden bei dieser Tour erzielt.
| Tests            | Tests      | Tests   | Tests   | Tests   | Tests   | Tests   | Tests   | Tests   |
| Batting          | Batting    | Batting | Batting | Batting | Batting | Batting | Batting | Batting |
| Spieler          | Mannschaft | Spiele  | Innings | Runs    | Average | HS      | 100s    | 50s     |
| ---------------- | ---------- | ------- | ------- | ------- | ------- | ------- | ------- | ------- |
| Rahul Dravid     | Indien     | 2       | 2       | 175     | 87,50   | 98      | 0       | 2       |
| VVS Laxman       | Indien     | 2       | 2       | 148     | 74,00   | 140     | 1       | 0       |
| Gautam Gambhir   | Indien     | 2       | 3       | 144     | 72,00   | 97      | 0       | 1       |
| Andy Blignaut    | Simbabwe   | 2       | 4       | 127     | 42,33   | 84*     | 0       | 1       |
| Tatenda Taibu    | Simbabwe   | 2       | 4       | 124     | 41,33   | 71*     | 0       | 2       |
| Bowling          |            |         |         |         |         |         |         |         |
| Spieler          | Mannschaft | Spiele  | Overs   | Wickets | Average | BBI     | 5W      | 10W     |
| Irfan Pathan     | Indien     | 2       | 65.1    | 21      | 11,28   | 7/59    | 3       | 1       |
| Zaheer Khan      | Indien     | 2       | 56      | 9       | 20,44   | 4/58    | 0       | 0       |
| Heath Streak     | Simbabwe   | 2       | 58      | 6       | 27,33   | 6/73    | 1       | 0       |
| Harbhajan Singh  | Indien     | 2       | 57.5    | 6       | 31,00   | 4/59    | 0       | 0       |
| Blessing Mahwire | Simbabwe   | 2       | 52.3    | 6       | 31,16   | 4/92    | 0       | 0       |

## Player of the Series
Als Player of the Series wurden die folgenden Spieler ausgezeichnet.
| Serie | Player of the Series |
| ----- | -------------------- |
| Test  | Irfan Pathan         |

### Player of the Match
Als Player of the Match wurden die folgenden Spieler ausgezeichnet.
| Spiel   | Player of the Match |
| ------- | ------------------- |
| 1. Test | Irfan Pathan        |
| 2. Test | Irfan Pathan        |